# ЖОК Славија Источно Сарајево
Женски одбојкашки клуб Славија, је клуб из Источног Новог Сарајеава, који се такмичи у оквиру Прве лиге Републике Српске. Клуб своје утакмице игра у Дворани Славија, и дио је Спортског друштва Славија, које окупља највећи број клубова у овој оппштини града Источног Сарајева. Боје клуба, су боје које представљају све клубове Спортског друштва Славија, плава и бијела. Поред женског одбојкашког клуба, у спортском друштву Славија постоји и мушки одбојкашки клуб Славија.

## Рани почеци
Први женски одбојкашки клуб у тадашњем Српском Сарајеву основан је 24. марта 2001. године. Првобитно име клуба било је Средњошколац, с обзиром на чињеницу да су све играчице биле средњошколке из локалне заједнице. Главни тренер екипе био је Јовица Тошић, професор физичке културе и дугогодишњи тренер ОК „Игман“, стандардног друголигаша бивше Југославије.
За помоћног тренера ангажован је Младен Мирковић. Први секретар клуба био је Слободан Вељић, а први предсједник Слободан Владушић. За члана Скупштине Одбојкашког савеза Републике Српске је изабран Вујица Скулић. Прво окупљање одбојкашица било је на полигонима бивше касарне „Славиша Вајнер Чича“ у мјесецу августу 2000. године. Са постављањем балон-сале, у склопу Гимназије и Средње стручне школе Српска Илиџа и школе „28. јуни“, тренинзи су настављени у истој.
Владало је велико интересовање за овај спорт, тако да је у тренутку када је извршена селекција било присутно више од стотину дјевојчица. Од тог броја тренер Тошић изабрао је двадесет и пет дјевојчица којих ће поднијети терет првих утакмица Друге лиге – Исток Републике Српске. Главни спонзори новоосноване екипе били су власници фирми „Гаврић Комерц“, „Униград“ и „Саракс“ Миле Гаврић, Драган Кулина и Гојко Драшковић, који су обезбиједили сву потребну опрему. Уз њих, подршку Клубу и играчицама пружали општински органи и многи појединци и фирме из локалне заједнице.

## Развој клуба
На сједници Скупштине ОК Средњошколац, која је одржана 10. јуна 2002. године, у просторијама Гимназије и Средње стручне школе Српска Илиџа, промијењено је име клуба. Приједлог да се име Клуба преименује у ОК Славија, прихваћен је једногласно. Главни разлог промјене имена Клуба био је оснивање Спортског друштва Славија и изградња спортске дворане, која би требало да подмири потребе свих клубова обједињених овим именом. Изградња дворане покренута је на иницијативу кошаркашког и одбојкашког клуба, а изградњу су помогли Скупштина града Источног Сарајева и грађевинска фирма ДОО“Марвел“.
Паралелно са оснивањем Клуба, организована је и школа одбојке, која ће имати задатак да регрутује млађе генерације и захваљујући којој је обезбијеђен континуитет самога Клуба све до данас. Са дјевојчицама у оквиру школе одбојке осим актуелних тренера, ради и Дајана Драшковић, бивша одбојкашица. Такође, из клупских редова школоване су и прве одбојкашке судије са овог подручја. Неки од њих, као нпр. Бојана Новаковић, бивша играчица, републички је судија и суди у Првој лиги Републике српске. Од 14. октобра 2001. године када је одиграна прва првенствена утакмица, ОК Славија такимичио се у оквиру Друге лиге Републике Српске. У Прву лигу Републике Српске пласирали су се у сезони 2004/2005. године. Осим добрих резултата сениорске екипе, ОК Славија има и успјешан подмладак, који данас води Јовица Тошић, ванредни професор на ДИФ- у. Кадетска екипа је ушла у завршницу турнира у сезони 2010/2011, када су завршиле као четврте.
Данас, сениорску екипу, која се такмичи у Првој лиги Републике Српске, води Мирослав Лучић, магистар спорта, уз помоћ Славице Тешановић, професора физичке културе.
Сезону 2010/2011. године, одбојкашице су завршиле на трећем мјесту. И тренери и играчице су задовољни овим резултатом, поготово ако се узме у обзир да Управа клуба није адекватно функционисала, а ни општинске власти нису биле претјерано заинтересоване.
Секретар Клуба, Зоран Ђурђевић, јесте човјек који је апсолутно заслужан за опстанак Клуба посљедњих пар година, ако говоримо о организацији свих утакмица и турнира, као и о свим административним питањима. Тренери и играчице, као и родитељи играчица, само захваљујући своме ентузијазму, успјели су изнаћи финансијска рјешења.

## Предсједници и истакнуте личности
Осим Слободана Владушића као првог предсједника и једног од главних оснивача Клуба, предсједници Клуба били су Вера Мацура и Небојша Попић. Поред Јовице Тошића, који је подигао и изњедрио неколико генерација одбојкашица, Младена Мирковића и Мирослава Лучића, тренери ОК „Славија“ били су и Зоран Тодоровић, Раде Пандуревић, Жељко Милошевић и Синиша Руљ. Од заслужнијих појединаца издвајамо Жару Видића, Драгана Перућицу, Воја Планичића. Да се не би поновила прошла сезона, и да би се играчицама обезбиједили бољи услови када су резултати на помолу, заказана је сједница Скупштине Клуба. На конститутивној сједници Скупштине Клуба, једногласно је усвојена оставка Небојше Попића, досадашњег предсједника Скупштине а за његовог насљедника, предложена је, а онда једногласно изабрана Дарија Драшковић, бивша одбојкашица Славије. За предсједника Управног одбора делагати су једногласно изабрали Сашу Клепића. Једногласно је усвојен и приједлог чланова Управног одбора. Нови Управни одбор састављен је од бивших одбојкашица овог клуба и родитеља који су помагали клубу. Први састанак Управног одбора у новом сазиву одржан је 4. октобра, а на Скупштини су утврђени програмски циљеви и задаци ОК Славија.

## Навијачка група
Навијачка група која прати све клубове Спортског друштва Славија су СОКОЛОВИ. Утакмица 16-ине финала фудбалског купа против Зрињског у јесен 2001. је утакмица на којој се први пут организовано навијало за Славију. Група узима име Соколови због повезаности некадашњег СД Славија са Српским соколским друштвом. Поред тога што Соколови прате сваку утакмицу на Славијином стадиону и у Славијиној дворани, група такође прати утакмице Славије и на страни.

## Клуб у медијима
Добри резултати у такмичарској сезони 2011/2012 добро су пропраћени од стране локалне медијске куће. Наиме, ОК „Славија“ потписао је уговор о сарадњи са РТВ Источно Сарајево тако да се снимци свих прволигашких утакмица, које одбојкашице играју на домаћем терену емитују у програму ове телевизије, што је веома добро и позитивно како за клуб тако и за популаризацију одбојке као спорта.